# Čestmír Stašek
Čestmír Stašek (21. srpna 1926 Praha – 8. března 2020 Praha) byl český sbormistr, hudební pedagog a metodik, zakladatel Pražského dětského sboru a dlouholetý sbormistr Dětského pěveckého sboru Československého rozhlasu a dalších dětských a smíšených sborů.
V čele dětského pěveckého sboru (Pražský dětský sbor) stál 61 let a dostal se díky tomu do Guinnessovy knihy rekordů.

## Život a kariéra
Čestmír Stašek se narodil a vyrůstal v Praze. Otec Karel Václav Petr Stašek byl bankovním úředníkem a matka Marie Stašková, roz. Fraňková, účetní.
Po absolvování docházky do nižšího gymnázia v Praze (1937–1941) a vyšší průmyslové školy elektrotechnické (1941–1945) své hudební vzdělání rozvíjel nejprve mimo vzdělávací instituce – byl soukromým žákem profesorů Vladimíra Polívky (klavír), Jana Bedřicha Krajse (varhany), Otakara Jeremiáše (skladba), Vojtěcha Bořivoje Aima (sborový zpěv, dirigování) a Jaroslava Koláře (trubka).
V 50. letech 20. století složil státní zkoušku z klavíru a hudební teorie a v roce 1964 byl přijat k dálkovému studiu hudební výchovy a nástrojů na katedře hudební vědy Filozofické fakulty Univerzity Karlovy u Petra Ebena, Zdeňka Košlera a Bohumila Kulínského. Studium ukončil v roce 1970.
Od roku 1945 působil jako pedagog na všech stupních škol. Rozvoji sborového zpěvu se věnoval i jako přednášející na Pedagogické fakultě Univerzity Karlovy a lektor mnoha sbormistrovských kurzů a seminářů.
První sbormistrovské zkušenosti získal s Mosteckým dětským sborem, který založil v roce 1946. V roce 1948 založil Pražský dětský sbor a vedl jej nepřetržitě až do roku 2009. V letech 1973–1990 působil také jako sbormistr Dětského pěveckého sboru Československého rozhlasu.
S Pražským dětským sborem i Dětským pěveckým sborem Československého rozhlasu absolvoval stovky koncertů doma i v zahraničí a získal vítězství i další úspěchy na sborových festivalech (např. Ostrava (1957), Havířov (1967), Celje (Slovinsko, 1969), Nantes (Francie, 1987), Szekesfehérvár (Maďarsko, 1990), Lecco (Itálie, 1992), Lindenholzhausen (Německo, 1993), Des Moines (USA, 1993), Roodepoort (Jihoafrická republika, 1995), Neerpelt (Belgie, 1998)).
S oběma sbory natočil také přes 600 nahrávek pro Československý rozhlas, Český rozhlas a Československou televizi, vydal několik zvukových alb a spolupracoval při filmových a televizních natáčeních.
Vedle dětských sborů řídil smíšený sbor mládeže Mikrochor, Smíšený sbor rodičů a přátel Pražského dětského sboru, Pražský dámský a Pražský dívčí sbor. Celkem prošlo sbory pod jeho vedením přes 7000 dětí a dospělých.
Je autorem řady odborných článků, publikací a učebnic.
Za svou činnost byl opakovaně oceněn, např. Cenou Františka Lýska (1990), Stříbrnou medailí hlavního města Prahy (1999), Cenou Bedřicha Smetany (2001), Cenou ministerstva kultury (2005) či cenou Senior Prix udělovanou Nadací Život umělce (2015).
V roce 1967 se oženil s Alenou Horáčkovou (svědkem jim byl Petr Eben). Mají spolu dceru Marcelu (1969) a syna Martina (1976).
Čestmír Stašek zemřel 8. března 2020 ve věku 93 let v Praze.

## Publikační činnost (výběr)
- STAŠEK, Čestmír. Učíme se zpívat ve sboru. Praha: Panton, 1960.
- STAŠEK, Čestmír. Pěvecký soubor na ZDŠ. Praha: Supraphon, 1967.
- STAŠEK, Čestmír. Hrajeme na pionýrskou fanfárku. Praha: Mladá fronta, 1974.
- STAŠEK, Čestmír. Receptář začínajícím sbormistrům. Praha: Pedagogický ústav hlavního města Prahy, 1976.
- STAŠEK, Čestmír. Abc začínajícího sbormistra. Praha: Supraphon, 1981.
- STAŠEK, Čestmír. Hudebně pěvecký kurs pro dětské pěvecké sbory a jejich přípravná oddělení. NIPOS, 2006.
- STAŠEK, Čestmír. Paměti. Praha: Nové Město, 2010.